# Žibek Žoly (metropolitana di Almaty)
Žibek Žoly (in kazako Жібек Жолы?; in russo Жибек Жолы?) è una stazione della Linea 1, della Metropolitana di Almaty. È stata inaugurata il 1º dicembre 2011.